# NGC 323
NGC 323 este o galaxie eliptică situată în constelația Phoenix. A fost descoperită în 3 octombrie 1834 de către John Herschel.